# Річард Кросбі
Річард Кросбі (англ. Richard Crosbie; 1755, Ірландія — 1824, Ірландія) — ірландський аеронавт, перший ірландець який здійснив політ на повітряній кулі.

## Життєпис

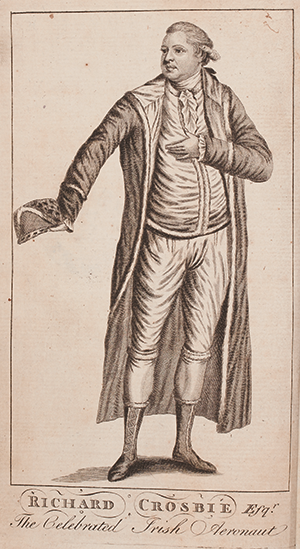
Портрет Річарда Кросбі зроблений в 1785 році (зберігається в Національній Бібліотеці Ірландії)

Річард Кросбі народився в 1755 році у містечку Балтінглас графство Віклов, (Ірландія). Його батько Пол Кросбі був одним з небагатьох баронетів Нової Шотландії (титул створений у 1630 році), а матір Мері Деніелс походила з британського Чеширу. Старший брат Річарда, Едвард Кросбі, успадкував титул баронета після смерті їхнього батька в 1733 році. 5 червня 1798 року Едварда Кросбі було страчено за звинуваченням у державній зраді і повстанні проти уряду.
В дитинстві Річард захопився механікою і часто викрадав батькові інструменти, щоб змайструвати свій черговий винахід чи іграшку. Батько не підтримував захоплення сина і якось навіть зламав всі інструменти, щоб вони не відволікали його від навчання.
В 1773 році сімнадцятирічний Річард вступив на навчання в Триніті Коледж у Дубліні. Його друг з коледжу, Джон Баррінгтон так описував Річарда під час навчання:
|  | Кросбі був височезним і мав зріст понад 6 футів й 3 дюйми. У нього було гарне рум'яне обличчя й він був найгеніальнішим механіком якого я коли небудь знав. Він володів практично всіма науками і навряд чи було мистецтво чи ремесло, про які він не мав би практичних знань. |

В 1779 році Кросбі було виключено з Триніті коледжу через участь у хуліганських нападах групи студентів, які називали себе «Pinkindindies». Ця група здійснювала напади на заможних і відомих жителів Дубліна, грабувала їх і їхні будинки. В листопаді 1779 група студентів напала на будинок Пег Планкет (очевидці стверджували що там був місцевий будинок розпусти). Як пізніше стверджувала сама Пег Планкет в своїх спогадах, керував цією групою студентів Річард Кросбі і вона навіть подала на нього до суду. Кросбі увязнили і мабуть саме тоді й виключили з коледжу. Проте згодом, його сім'я відшкодувала збитки і Пег Планкет забрала свої звинувачення.
В грудні 1780 році Річард одружився з Шарлоттою Армстронг з Коффалі. Він далі продовжував заробляти кошти ремонтом годинників і різних винаходів. В 1781 році він зробив власну модель годинника, яку розхвалили його найближчі друзі. В серпні 1780 року він отримав медаль-подяку «за допомогу в будівництві лялькового театру «Мікрокосм» в Дубліні».
В 1783 році Річард Кросбі дізнався про політ повітряної кулі братів Монгольф'є в Парижі і одразу зацікавився повітроплаванням. Він задумав здійснити політ через Ірландське море і стати першою людиною яка перелетить морську протоку на повітряній кулі.
На початку 1784 року він почав роботу над власною повітряною кулею і 7 лютого 1784 року розмістив оголошення в місцеву газету «Hibernian Magazine» в якому оголосив початок збору коштів на організацію свого першого польоту.

## Польоти на повітряних кулях

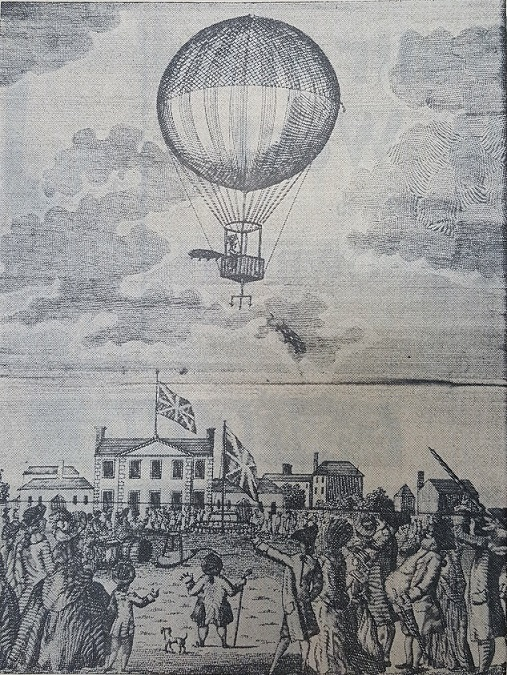
Гравюра із зображенням четвертого польоту Річарда Кросбі в містечку Лімерик (Ірландія, 27 квітня 1786 року)

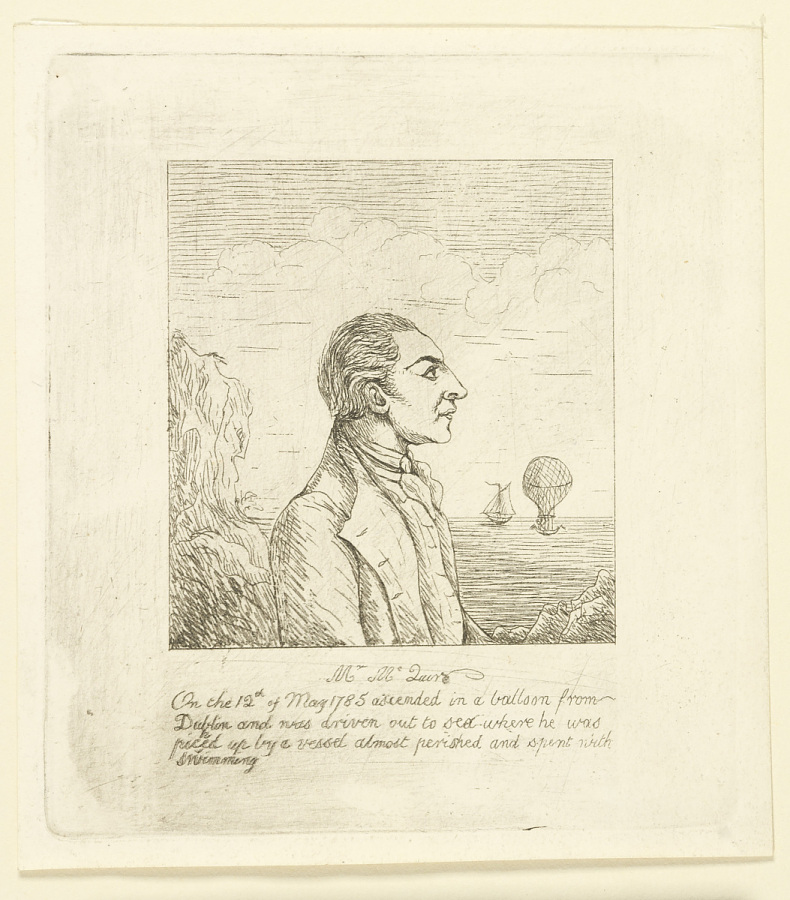
Портрет містера Річарда Макгва'єра - студента, який здійснив політ на повітряній кулі Кросбі (Дублін, 1785 рік)

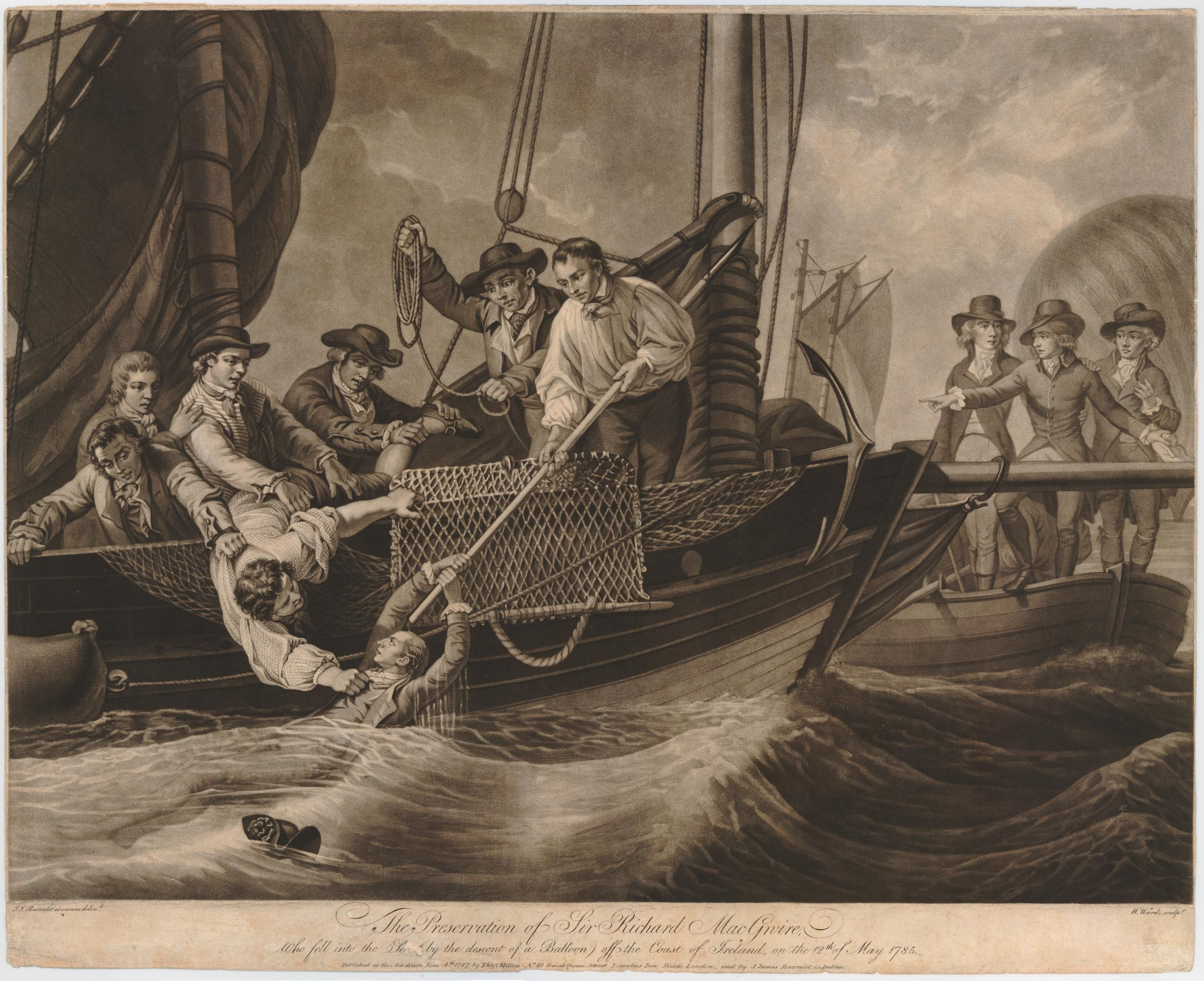
Річарда Макгва'єра витягують з Ірландського моря після його польоту на повітряній кулі Кросбі (картина ірландського художника John James Barralet, 1787 рік)

### Перший політ
16 серпня 1784 року Кросбі представив свою першу повітряну кулю в дублінському парку «Ranelagh Gardens». Це була об'ємна повітряна куля довжиною близько 34 футів і об'ємом 20 500 метрів кубічних. Кулю виставляли в парку щодня, а всі бажаючі на неї поглянути повинні були придбати квиток на перший політ Кросбі в Дубліні.
В серпні 1784 року Кросбі розповсюдив по всьому Дубліну рекламні плакати з оголошенням про свій політ. Для більшого зацікавлення глядачів, він виготовив декілька невеликих 12-ти футових повітряних куль і щодня запускав їх в політ. Під час одного з таких експериментальних польотів, Кросбі підвісив до кулі невелику корзину, в яку впустив живого кота. Ця невеличка повітряна куля з котом пролетіла над західним узбережжям Шотландії і приземлилась недалеко від острова Мен. Кота і саму повітряну кулю врятували моряки з пропрливаючого поруч корабля.  Ще один  експеримент з безпілотними повітряними кулями Кросбі провів 2 жовтня 1784 року і його відвідали герцог і герцогиня Ратлендські
В грудні, Річард Кросбі оголосив, що його перший політ відбудеться 4 січня. Однак цього дня запуск повітряної кулі так і не відбувся через погану погоду і його довелось перенести на 19 січня.
19 січня 1785 року повітряну кулю Кросбі, яку назвали «Ranelagh» прикрасили картинами богині мудрості Мінерви і Меркурія і виставили на місці старту в дублінському районі Ренелаг. Поглянути на політ прийшло від 20 до 40 тисяч глядачів. Близько 13:00 години Кросбі спробував злетіти, проте куля не змогла підняти його вагу. Протягом двох годин її продовжували заповнювати воднем і о 14:50 годині вона нарешті взлетіла. Про цю історичну подію місто повідомила гармата, яка вистрілила зразу після старту повітряної кулі. Кросбі піднявся на висоту близько 18 000 футів, пролетів над маяком Пулбег і зміг успішно посадити повітряну кулю в районі острова Клонтарф (сьогодні це заможне прибережне передмістя на півночі Дубліна).
Після посадки повітряної кулі Річард Кросбі повернувся на площу звідки відбувався старт і отримав шалені овації, оплески і крики захоплення від всіх глядачів. Місцева влада виділила йому фінансову нагороду, а газети ще довго описували історичний політ першого в світі ірландця.

### Другий політ
Другий політ Річарда Кросбі в Дубліні був запланований на травень 1785 року. 10 травня через невдалу погоду політ було скасовано і Кросбі довелось виправдовуватись перед багатотисячною юрбою глядачів. В результаті, було прийнято рішення, перенести політ на декілька днів.
12 травня 1785 року на площі біля Королівських казарм в Дубліні знову зібрався багатотисячний натовп глядачів, а Кросбі розпочав готувати власну повітряну кулю до старту. Коли все було готово і Річард дав наказ відпустити кулю, виявилось, що його вага не дозволяє їй злетіти і навіть збільшення об'єму водню в оболонці цього разу не допомогло. Щоб не гнівати натовп, який зібрався глянути на політ, Кросбі вирішив відправити в політ замість себе свого друга, молодого 20-ти літнього студента Триніті Коледжу Річарда Макгва'єра.
Повітряна куля з Магва'єром легко піднялась в небо і його політ тривав більше години. Як пізніше розповідав сам студент, «він не зміг спустити газ в оболонці за допомогою спеціального клапана і не маючи інших варіантів, просто зробив в ній невелику дірку, через яку й виходив водень». Це призвело до швидкого спуску кулі в море за 9 миль від Гоута. Після посадки у воду, Макгва'єр ще 45 хвилин плавав в очікуванні рятувального човна, яке відправили йому на допомогу. Цю сцену в 1787 році змалював у своїй картині відомий ірландський художник John James Barralet. Повернувшись у Дублін юнак одразу став місцевим героєм і навіть отримав невелику фінансову нагороду за свій політ.

### Третій політ
19 липня 1785 року відбувся третій політ Річарда Кросбі в Дубліні.
Цього разу місцем старту було обрано площу біля Лейнстер-Хаусу в якому мешкав герцог Лейнстерський. Старт повітряної кулі вийшов дуже важким, вона піднімалась повільно та ще й вдарилась об стіну маєтку, обломки з якої впали на глядачів внизу і в декількох з них залишились невеликі травми.
Намагаючись перетнути Ірландське море в польоті, Річард Кросбі всіляко підтримував політ своєї повітряної кулі. Та все ж близько 16:00 години повітряна куля опустилась в море і Кросбі був змушений 26 хвилин плавати у воді в очікуванні човна, який відправили йому на допомогу. Цей, третій політ став для Кросбі останнім польотом, який він провів в Дубліні.

### Четвертий політ
В квітні 1786 року Кросбі оголосив, що планує здійснити політ з Лімерика в Корк. Політ призначили на 26 квітня, але через технічну несправність бочок в яких готувався водень для надування оболонки, його перенесли на наступний день.
27 квітня о 16:30 годині дня, Річард Кросбі віддав наказ відпустити свою повітряну кулю і вона легко піднялась в небо над площею біля Будинку Промисловості. За польотом Річарда Кросбі в Лімерику одночасно слідкували близько 50 тисяч глядачів. Він тривав більше 2 годин і о 18:30 годині куля приземлилась біля містечка Баллігірін. Місцеві жителі були настільки налякані виглядом повітряної кулі, яка з'явилася з неба, що втекли і ніхто не допомагав Річарду при посадці. В результаті, він не зумів самостійно втримати кулю на землі і вона повторно піднялась в небо, проте цього разу без пілота. Пізніше її знайшли, але оболонка була порвана і куля вже більше не могла здійснювати польоти. Кросбі повернувся в Лімерик, де отримав овації і оплески від задоволених глядачів й міщан.

## Останні роки життя
В 1793 році Річард Кросбі переїхав з Дубліна в Нью-Йорк, США. Він став актором і 28 грудня 1793 року вперше з'являється на сцені місцевого театру. В 1797 році він зіграв роль у виставі «Бідний солдат» в нью-йоркському театрі Сент-Джонс. В 1800 році він ймовірно проводив серію лекцій  присвячених аеронавтиці і польотам на повітряних кулях. В 1820 році Кросбі повернувся в Ірландію і протягом 4 років жив у Дубліні. 30 травня 1824 року він помер в оточенні рідних і друзів.

## Вшанування пам'яті
28 вересня 2008 року в парку «Renelagh Gardens» в Дубліні було відкрито скульптуру присвячену Річарду Кросбі - «першому ірландцю, який здійснив політ на повітряній кулі». Скульптуру розробив відомий ірландський художник Rory Breslin.
В 2010 році в Дубліні відбувся «Ranelagh Art Festival» з нагоди 225 річниці з дня першого польоту Річарда Кросбі.